# Малгожата Шейнерт
Малгожата Шейнерт (пол. Małgorzata Szejnert; нар. 28 квітня 1936, Варшава) — польська письменниця та журналістка.

## Біографія
Закінчила Жіночий загальноосвітній ліцей імені Емілії Плятер у місті Біла Підляська. Випускниця Варшавського університету факультету журналістики. Вона керувала відділом журналістики в тижневику Literatura. У серпні 1980 року Малгожата Шейнерт допомагала редагувати страйковий бюлетень у Верфі імені Варського в Щецині. Після оголошення воєнного стану, вона співпрацювала з підпільною пресою. У 1984 році письменниця виїхала до Сполучених Штатів, де вона працювала в Nowym Dzienniku. У 1986 році вона повернулася до рідного краю і стала однією із засновників «Gazety Wyborczej», в якій 15 років керувала відділом репортажу і за цей час підготувала цілу плеяду блискучих репортерів.

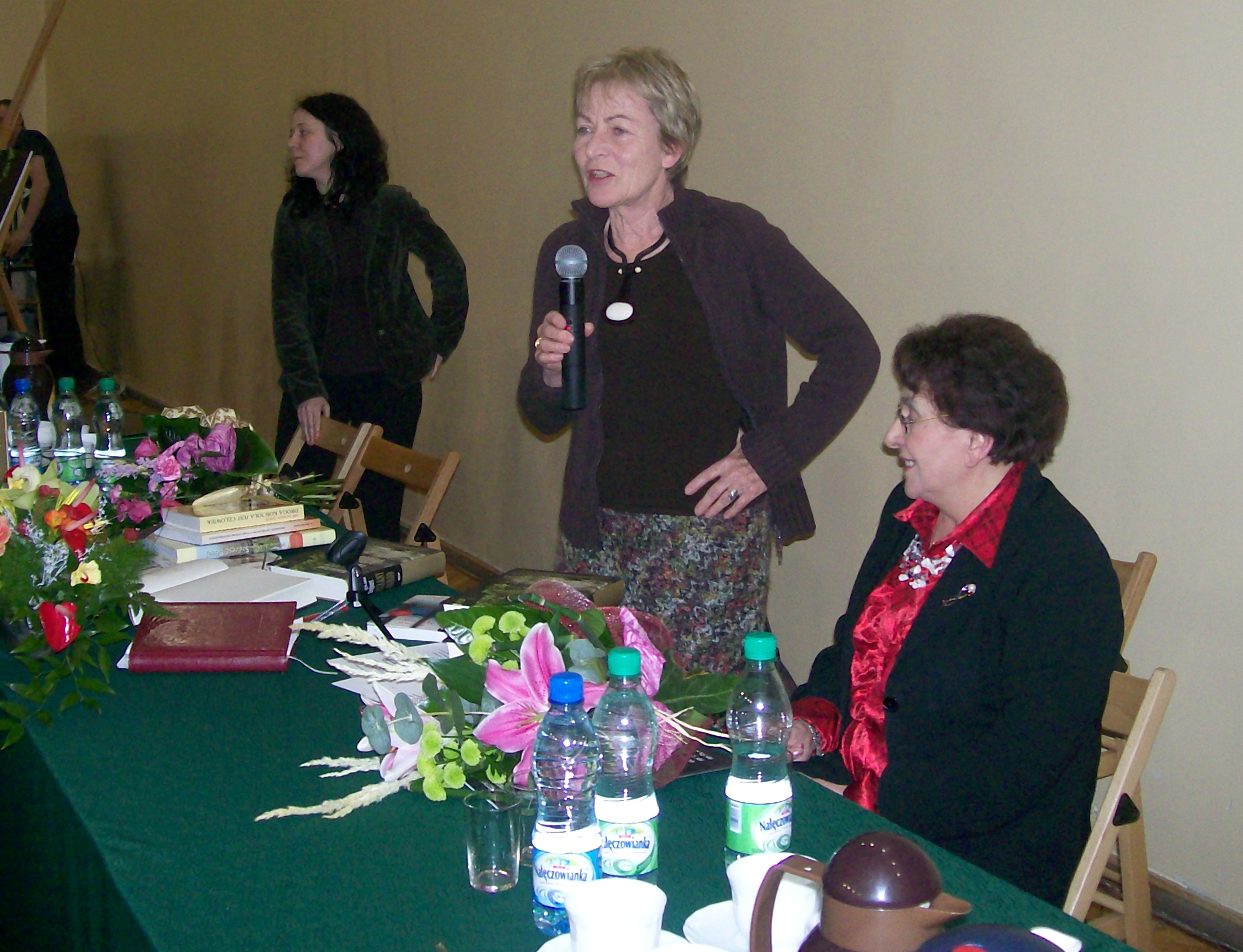
Зустріч присвячена книзі «Чорний сад» Малгожати Шейнерт 12 лютого 2008 року в місті Нікішовець. З мікрофоном Малгожата Шейнерт.

Малгожата Шейнерт дебютувала у 1972 році з книгою Borowiki przy ternpajku, у якій розповідається про мешканців Сполучених Штатів, які мають польське походження. Вона також є авторкою книги «Чорний сад» про околиці Катовиць: Нікішовець та Гішовець, яка була видана у 2007 році. Ця книга була удостоєна Громадської премія ЗМІ «Коґіто» та «Верхньосілезький Тацит», а також була фіналісткою літературної премії «Ніке», літературної премії Гдиня та літературної премії Центральної Європи «Ангелус» у 2008 році.
Її книга Острів ключ була номінована на літературну премію «Ніке» у 2010 році, а книга про Занзібар Дім черепахи – 2012 році, і була однією з семи фіналістів премії.
Разом із Романом Залуським є сценаристкою фільму «Якщо знайдемо одне одного».
5 червня була нагороджена Офіцерським Орденом Відродження Польщі за видатні заслуги у формуванні незалежної преси в Польщі, за ті цінності, які лягли в основу польських демократичних змін, за внесок у розвиток сучасної публіцистики і дотримання високих стандартів у журналістиці.

## Творчість
| Рік видання | Переклад назви                               | Оригінальна назва                                 |
| ----------- | -------------------------------------------- | ------------------------------------------------- |
| 1976        | Вулиця з ліхтарем                            | Ulica z latarnią                                  |
| 1980        | І неспокійно тут і там                       | I niespokojnie tu i tam                           |
| 1986        | Щецин: Грудень-Січень-Грудень                | Szczecin: Grudzień-Sierpień-Grudzień              |
| 1992        | Слава і ганьба. Розмова Богданом Коженевскім | Sława i infamia. Rozmowa z Bohdanem Korzeniewskim |
| 2007        | Чорний сад                                   | Czarny ogród                                      |
| 2008        | Щецин: Грудень-Січень-Грудень                | Szczecin: Grudzień-Sierpień-Grudzień              |
| 2009        | Острів ключ                                  | Wyspa klucz                                       |
| 2011        | Дім черепахи                                 | Dom żółwia                                        |
| 2012        | Серед живих духів                            | Śród żywych duchów                                |